# Birgitta Wallace
Birgitta Linderoth Wallace, född 1 maj 1934 i Vingåker, död 20 maj 2025 i Halifax i Kanada, var en svensk-kanadensisk arkeolog som specialiserade sig på nordisk arkeologi i Nordamerika. Hon tillbringade större delen av sin karriär som arkeolog hos Parks Canada och är mest känd för sitt arbete på L'Anse aux Meadows, för närvarande den enda allmänt accepterade nordiska platsen i Nordamerika.

## Utbildning och karriär
Wallace föddes i Sverige av svenska och danska föräldrar. Hon studerade vid Uppsala universitet och utbildade sig på arkeologiska platser i Sverige och Norge. Efter att ha tagit magisterexamen arbetade hon som kurator vid Carnegie Museum of Natural History i Pittsburgh. År 1975 flyttade hon till Kanada som arkeolog hos Parks Canada. Där stannade hon fram till sin pensionering.
Fokus för Wallaces karriär var nordisk arkeologi i Nordamerika, som hon började arbeta med på Carnegie Museum. Men hon har också arbetat på amerikansk och kanadensisk ursprungsbefolkning och tidiga fransk-kanadensiska platser i Nordamerika samt i Skandinavien och Israel.

## Publikationer i urval
- Westward Vikings: the saga of L'Anse aux Meadows. Historic Sites Association of Newfoundland and Labrador
- The Norse in Newfoundland: L'Anse aux Meadows and Vinland. https://journals.lib.unb.ca/index.php/NFLDS/article/view/140/236.
- Contact, Continuity, and Collapse: The Norse Colonization of the North Atlantic. Brepols
- Vikings: the North Atlantic saga. Smithsonian Institution Press. https://archive.org/details/vikingsnorthatla00fitz
- The Norse of the North Atlantic. Munksgaard